# Bathyphantes vittiger
Bathyphantes vittiger är en spindelart som beskrevs av Simon 1884. Bathyphantes vittiger ingår i släktet Bathyphantes och familjen täckvävarspindlar.
Artens utbredningsområde är Frankrike. Inga underarter finns listade.